# 斯特魯京卡 (利波韋茨區)
49°11′14″N 28°58′42″E / 49.18722°N 28.97833°E
斯特魯京卡（烏克蘭語：Струтинка）是位於烏克蘭西南部文尼察州裏文尼察區的村莊，始建於1783年，面積2.58平方公里，海拔高度248米，2001年人口527，人口密度每平方公里204.42人。